# 覇王丸
覇王丸（はおうまる）は、SNK（SNKプレイモア）の対戦型格闘ゲーム『サムライスピリッツ』シリーズに登場する架空の人物。

## 概要
『SAMURAI SPIRITS』『真サムライスピリッツ』の主人公で以降は『サムライスピリッツ』シリーズの主人公的存在。シリーズの全作品にプレイヤーキャラクターとして登場している。
武蔵国の貧しい旗本の家の生まれだが、幼い頃から形だけの格式や学問を嫌っていた。一方で実家の近所に住んでいた老学者の実体験に基づく話には興味を持ち、話し相手になっていたため、豪快な印象とは裏腹に博識な一面も持つ。また、習い事の類の中でも剣術だけには強い興味を抱き、故郷に居た頃から彼より強い相手はいなかった。その腕を更に磨くために頻繁に剣の修行に出かけていた。
四国の土佐の地で隻眼の剣士、柳生十兵衛に勝負を挑むが返り討ちにされる。自分が外の世界の事を知らない立場だったことに気づいた覇王丸は飛驒の山奥にゆき、古寺で花諷院和狆(かふういんにこちん)に出会う。覇王丸は和狆の剣技を知り、弟子入りを申し込んだ。それから数年間、牙神幻十郎とともに修行を重ねていたが、ある時、和狆は幻十郎を破門する。以前、幻十郎が人を殺す場面を目撃している覇王丸は再び多くの人が殺されるのではないかと心配していた。
剣の道を極めるため、23歳の頃に家族と決別し二度と戻らぬ覚悟で故郷を離れている。「覇王丸」という名前は本名ではなく前述の老学者から名付けられたものであり、名字がない名前のみを名乗ることで「家庭」からの決別を表している。
モチーフになったのは宮本武蔵。同時にライバルの橘右京が佐々木小次郎をモチーフとしており、お互い対になった存在として誕生。初期プロットでの名称は「ムサシ」で、ゲーム内の立ち姿が現在のような八相の構えではなく、鞘におさめたまま腰脇に持つという、むしろ居合の抜刀術に近いポーズだった。
酒好きであり、つねに酒瓶を持ち歩いている。酒瓶を相手にぶつける「酒攻撃」という必殺技もある。
脇坂静（わきさか しず）という許婚がいる。当初は勝手に決められた許嫁であったが、覇王丸も静も互いを嫌ってはいない。しかし剣の道に生きるために覇王丸は静を突き放し、静はそんな覇王丸を追って旅をしている。通称はお静と呼ばれている。
本人は気にしていないが、ストーリー上ではボスに狙われる設定を持っており、後述のように『真サムライスピリッツ』では羅将神ミヅキに、『SAMURAI SPIRITS 〜侍魂〜』（以下『侍魂』）及び『SAMURAI SPIRITS 2 〜アスラ斬魔伝〜』（以下『アスラ斬魔伝』）では壊帝ユガの命を受けた色(しき)に付け狙われることとなる。
また『斬紅郎無双剣』（以下『斬紅郎無双剣』）では壬無月斬紅郎の娘・詩織から斬紅郎討伐を依頼されている。
クロスオーバー作品では『CAPCOM VS. SNK 2』（以下『カプエス2』と表記）において二階堂紅丸をガルフォードと間違えたり、『ネオジオバトルコロシアム』（以下『NBC』）では『ワールドヒーローズ』のハンゾウをサムライスピリッツの同名キャラクターと勘違いするなど、少々天然ボケの気があるような言動も見られる。

### キャラクターデザイン
伸び放題の蓬髪を後頭部で括っており、衣服は裾に黒い山形の模様（ダンダラ模様）が入った上着と袴を身に着けているが、全体的に擦り切れている。腕に巻く布の長さや前髪や後ろ髪のボリューム、足元が足袋に草履履きか刺子足袋そのままかなど微妙にマイナーチェンジはしているものの、初代から現在までのキャラクターデザインはほぼ同一である。
髪型についてスタッフは、手塚治虫の漫画『どろろ』の百鬼丸をイメージしたと語っている。
『侍魂』で作成された設定資料によると、タレ目でゲジ眉、所々に生えた無精ひげがポイント。あまり素の表情でいることは少なく常に顔を歪めている（にやっと笑っていたり怒っていたりする）ことが多いキャラクターである。左顎にうっすら刀傷がある。
『アスラ斬魔伝』では修羅・羅刹の剣質によるキャラクターデザインの違いは着物の擦り切れ具合が異なる程度（羅刹の方がより傷んでいる）だが、羅刹はニュートラルポーズが従来の八相の構えではなく仁王立ちのように両腕を下ろしたものに変更されている。
『アスラ斬魔伝』の20年後にあたる『甦りし蒼紅の刃』では年齢は47歳。この作品のみ髭を蓄えた顔になり、白髪が混じった蓬髪を結わずに下ろしている。

### 武器
名刀・河豚毒
覇王丸の愛刀（以下の武器設定は主に『侍魂』におけるもの）。庵棟、中峰延び、身幅広く、重ね厚く、反りが浅い。刀身の長さや地金の厚さ、重さなどどれをとっても尋常ではない剛刀であり、普通の男性では抜刀することはおろか、持ち上げることすら不可能。
刀匠のほんの酔狂から作られ、鬼ですら自在に使うことかなわじとさえ言われたため、長い間、奈良・東大寺の五重塔に奉納され、誰からも忘れられていた。しかし、たまたま奈良を訪れた覇王丸が訳あって五重塔に閉じ込められた際に祀られていた河豚毒を発見し、建物ごと斬り倒して抜け出したことから彼の愛刀となる。また、覇王丸の愛刀となってからは山一つを両断したという話も伝えられている。
「河豚毒」という名は、相手に河豚の毒に当たったような痺れを与えることから由来している。絶妙な峰打ちによって生み出されるその痺れこそが「河豚毒」の神髄なのだが、覇王丸にはまだそこまでは理解できておらず、若さに任せてただ斬っているだけだという。
| 刀銘         | 名刀・河豚毒（ふぐどく）                   |
| 作           | 不明（茎付近に「南無阿弥陀仏」の彫りあり） |
| 作日         | 1197年（建久七年）                         |
| 刀剣の分類   | 彎刀                                       |
| 日本刀の分類 | 打刀                                       |
| 刀身         | 二尺五寸                                   |
| 造りこみ     | 鎬造                                       |

### ゲーム上のキャラクター性能
スタンダードな技が一通り揃っており、立ち回りも比較的シンプルで、初心者でも扱いやすいキャラクターに設定されている。
斬鉄閃（遠距離立ち大斬り）はゲーム性を象徴するような通常攻撃であり、自身の他の必殺技より相手の体力ゲージを多く奪う。

### 他キャラクターとの関係
柳生十兵衛とは少年時代に闘って手痛い敗北を喫しており、そのことが故郷を捨てて本格的な剣術修行の旅に出ることを決心するきっかけとなった。覇王丸は「旦那」と呼んでいる。
花諷院和狆は剣の師匠。覇王丸は和狆に教えを受けた後、自分なりに技を工夫したため「我流」を名乗っている。かつての同門の牙神幻十郎には、常に命を付け狙われている。
千両狂死郎とは仲がよく、芸の上では商売敵であり、剣の道での良き競争相手でもある。『真』における狂死郎のオフィシャルストーリーでは、わざと狂死郎の大嫌いなものである“犬”と（近くに犬がいるかのように）呟いて驚かせ、転倒させている。
シャルロットは覇王丸に片思いしており、『真』の彼女のエンディングではその恋が破れるシーンが描かれている。『天下一剣客伝』ではシャルロットの片思いだが、覇王丸はシャルロットのことを親友と思っており度々フランスを訪れ、シャルロットは生涯独身を貫いたとなっている。
天草四郎時貞には、好みのタイプだとされている。また、羅刹丸は『天下一剣客伝』において天草によって作られたコピー体と設定されている。
『真サムライスピリッツ』のボス・羅将神ミヅキには四つの勇者の魂の一つ「紅珠魂」の持ち主として、その魂を狙われる。
『侍魂』および『アスラ斬魔伝』のボス・壊帝ユガに半陽の男として、ユガの命令を受けた色に付け狙われる。
反面のアスラと色の娘・命（みこと）を『アスラ斬魔伝』以降は枯華院で花諷院和狆・骸羅と共に養育している。
『天下一剣客伝』では緋雨閑丸がプレイヤーキャラクターの時に覇王丸とのやり取りを見られる。覇王丸が閑丸を「ぼうず」と子ども扱いしたところ、逆に閑丸から「覇王丸おじさん」とオジサン扱いされてしまう羽目になる。それぞれ、そう呼ばれた後はお互いに「閑丸」「覇王丸さん」と呼んでいる。
『甦りし蒼紅の刃』では友人に花房迅衛門がいる。『サムライスピリッツ閃』では猛千代を弟子にとっている。

## 技の解説

### 主な通常技・特殊技
斬鉄閃
踏み込みつつ、渾身の一太刀を出す技。通常の遠距離立ち強斬りながら、その高威力ぶりから必殺技以上に象徴的な技となっている。
牙突
『斬紅郎無双剣』での羅刹の技。「大上段斬り」（近距離立ち強斬り）から、追加入力で立て続けに突きを入れる。
飛燕
こちらも『斬紅郎無双剣』での羅刹の技。「地天刀斬」（しゃがみ強斬り）から、追加入力で「斬鉄閃」と同じ動作の一太刀を決める。
下突き
拳で殴り下ろす。『天草降臨』から『零SPECIAL』までシステム技の「不意打ち」として使っていた技。『天下一剣客伝』で特殊技となる。

### 必殺技
奥義 旋風裂斬
刀を大きく振り回して、竜巻を起こして飛ばす。竜巻に直撃した相手は高く舞い上げられる。
ボタンによる違いは、『真』までは弱〜強の順で威力が上がっていく仕様だったが、『斬紅郎無双剣』では威力が変わらず射程距離が伸びていく仕様に変更された。また、技の前後の硬直時間も弱〜強の順で増加する。
RPG版である『武士道烈伝』では、強化版として二体の敵を同時に舞い上げる強化二段階目の「烈風裂斬」、敵全体を舞い上げる強化三段階目の「神風裂斬」が存在する。
奥義 飛翔旋風裂斬
『斬紅郎無双剣』のみ使用する空中で出す「旋風裂斬」。修羅の技。
ボタンによる違いは竜巻の軌道で、弱は急角度で斜め下へ、中は緩やかな角度で斜め下へ、強は水平に飛ぶ。
奥偽 旋風烈斬
「旋風裂斬」のフェイント。「斬鉄閃」にも似ているので有効。しろー大野の漫画版でも有効に使っているシーンが描かれた。
奥義 旋風裂斬・刹
「旋風裂斬」の羅刹バージョン。威力は「旋風烈斬」より少し低いが、竜巻で舞い上げた相手に空中追撃が出来るようになっている。
奥義 弧月斬
その場で弧を描くように刀を振り上げてから、さらに刀を振り上げつつ跳び上がっていく対空系の技。
ボタンによる違いは跳び上がる高さで、強が最も高い。技の前後の硬直時間も弱〜強の順で増加する。『天草降臨』では、怒り状態になると多段ヒットするようになる。
奥義 疾風弧月斬
『斬紅郎無双斬』で追加された、ダッシュ中に出せる「弧月斬」。少々突進気味の対空技。
奥義 烈震斬
『真』で追加された技。前に宙返りしつつ、刀を思い切り振り下ろす中段技。『斬紅郎無双剣』と『天草降臨』と『侍魂』では「修羅」の技。
奥義 飛翔烈震斬
『斬紅郎無双剣』のみ使用する修羅の技で、空中から繰り出す「烈震斬」。
酒攻撃（『侍魂』及び『アスラ斬魔伝』では「酒瓶打ち」とも）
『真』で追加された技。持っている酒瓶を相手にぶつける。飛び道具を跳ね返す効果もある。
『侍魂』では一度ぶつけてしまうと酒瓶が砕けて使えなくなるが、代わりに同じコマンドで「連環剛破」が出せるようになる。
なお、この名称は『餓狼伝説』シリーズのシステム・避け攻撃のパロディである。
（奥義） 斬鋼閃
『斬紅郎無双剣』で追加された技。「斬鉄閃」の必殺技バージョン。武器飛ばし必殺技を上回る威力を持つが、技の前後の硬直時間も長い。
なお、『NBC』では技名に「奥義」がつく。
旋風波
羅刹の技。「旋風裂斬」のモーションで波型の衝撃波を起こすが、飛ばない。
『斬紅郎無双剣』では、この技単体ではダメージを与えられない代わりにヒットすれば相手をよろめかせて追撃することが可能。中段で、牽制攻撃（小足払い）からつながるほど出が速い（ダッシュ中斬り→旋風波→ダッシュ中斬り…で永久連続技となる）。
『天草降臨』ではダメージを与えられるようになったが中段ではなくなり、出が遅くなった上、相手はダウンしてしまう。
剛破
羅刹の技。いわゆるショルダータックル。
『斬紅郎無双剣』ではヒット時に相手を追撃可能な状態で吹き飛ばすが、『天草降臨』ではヒット効果がよろめきに変更され高ダメージの追撃を行うことが可能になり、この技を組み込んで永久連続技も出来た。
『侍魂』や『アスラ斬魔伝』では「連環剛破」という連続入力技になっている。
穂薙
「連環剛破」の二撃目で、逆袈裟斬り（技名は『アスラ斬魔伝』より）。
波濤
「連環剛破」の三撃目で、返す刃での袈裟斬り（技名は『アスラ斬魔伝』より）。

凪刃
羅刹の技。コマンド完成と共に構えを取り、相手が一定距離内に接近すると発動する技。モーションは「弧月斬」に少々似ており、弧は描かないが小ジャンプで上昇しながら刀を振り上げる。
豪傑投げ
『アスラ斬魔伝』で追加された投げ技。掴んだ相手を突き飛ばして体勢を崩させ、唐竹割りのように真っ直ぐ斬り下ろしてから、すれ違いざまに相手の腹を薙ぐ。

### 武器飛ばし（武器破壊）技、絶命奥義、秘奥義
天覇凄煌斬
「斬鉄閃」及び「斬鋼閃」と同じモーションで、大きな気とともに思いっきり斬りつける渾身の一太刀。武器破壊技（武器飛ばし技）。
『真』で登場するも、『斬紅郎無双剣』で「天覇封神斬」に取って代わられて以降は登場しないかと思われていたが、『カプエス2』出場時に復活。本編でも『零SPECIAL』で絶命奥義として復活して、『天下一剣客伝』で武器飛ばし技となる。
『アスラ斬魔伝』では「連環剛破」の怒りMAX限定の派生技となっており、前作に当たる『侍魂』では通常時でも使える「連環剛破」のフィニッシュ技として「凄煌斬」が使用可能だった。
（秘奥義） 天覇封神斬
武器飛ばし技および秘奥義。剣質選択の存在する作品では基本的に修羅の技となっているが、『侍魂』のみ羅刹でも使用できる。
「弧月斬」の弧を描く動作を4~5回繰り返しながら突進して、最後は刀を振り上げつつ飛び上がっていく。『侍魂』では、羅刹のみ最後の斬り上げの際に相手が燃焼ダメージのグラフィックとなる。
アニメ版でコマンドが公開されるということで話題になった。しかし、その方法は覇王丸の攻撃中にコマンド型に閃光が表示されるというもので、録画したものをコマ送りをしなければ、まず分からなかった。また、前述の通りコマンドの発表が組み込まれており、緑色の閃光を迸らせたあと刀を振り下ろし、斬撃を真紅の衝撃波として飛ばすという原作とは全く異なる技として描かれている。
『真』では隠し技（秘奥義）。コマンドは非常に難しいが非常に高威力で、数値上はこれ1発で相手を倒せる。しかし、フルヒットが可能なキャラクターはアースクェイクのみであり、前進力に乏しく密着からヒットさせないと距離が開き最後まで当てきることが出来ない。相手が画面端にいる状態で当てると途中でガード可能であり、怒りポーズの無敵で途中からスカされてしまうこともあるため、画面端から離れた位置にて密着で当てる必要がある。
『斬紅郎無双剣』から『零SPECIAL』までは武器飛ばし技だったが、『天下一剣客伝』では再び「秘奥義」となっている。また『斬紅郎無双剣』以降のシリーズ2D作品では技名に「秘奥義」がつく。
秘奥義 天覇断空烈斬
『斬紅郎無双剣』と『天草降臨』での羅刹の武器飛ばし技。
弧月斬に似たモーションで刀を振り上げ、ヒットすると相手を竜巻で真上に舞い上げ、ジャンプで追い掛けて地面に叩き付け、すぐさま烈震斬による追撃を叩き込む。
RPG版である『武士道烈伝』では強化三段階目（最終段階）の超奥義であり、一段階目が「天覇光臨斬」、二段階目が「天覇烈空斬」という名称になっている。
天覇神滅斬
『アスラ斬魔伝』での羅刹の秘奥義。
「烈震斬」で相手を攻撃した後、周囲を往復しながら連続で斬り付けていき、とどめに竜巻を起こして吹き飛ばす乱舞技。
剛覇 天煌斬
『甦りし蒼紅の刃』における武器飛ばし技。
相手に体当たりしてよろめかせ、間髪入れずに「天覇凄煌斬」を繰り出す。威力は強斬りよりもやや上だが、出が早い上にしゃがみガード不能といった特性を持つ。
天覇 破神拳
『甦りし蒼紅の刃』における秘奥義。
相手を掴んで地面に叩きつけ、「旋風裂斬」で巻き上げて落下した所に強烈なとどめの斬撃を決める技。

## 登場作品
- サムライスピリッツシリーズ全て
- ネオジオバトルコロシアム
- カプコンとのクロスオーバー
  - 頂上決戦 最強ファイターズ SNK VS. CAPCOM
  - CAPCOM VS. SNK 2 MILLIONAIRE FIGHTING 2001
- THE KING OF FIGHTERSシリーズ
  - クイズ キング・オブ・ファイターズ
  - THE KING OF FIGHTERS'98 ULTIMATE MATCH ONLINE
  - THE KING OF FIGHTERS ALLSTAR
  - THE KING OF FIGHTERS XV
- その他
  - グランブルーファンタジー
  - SNKオールスター
  - ソウルキャリバーVI

## 他のメディアでの覇王丸
アニメ版
『サムライスピリッツ 破天降魔の章』では、前世は100年前に善神・アニスレイザに選ばれた聖剣士の一人であり、赤子の姿で一本の刀と共に流星の如く森に現れ、ある村の女性に拾われて成長した、という設定になっている。
前世の記憶はなく、自らの出自を知ることもないまま道場破りをしながら気ままに暮らしていたが、故郷の村が天草の配下である邪神軍に襲撃され滅ぼされたあと、他の聖剣士たちに出会い、微かに前世の記憶を思い出す。親しかった村人たちや養母を殺害されたことへの怒りから単独行動に走り、一度は天草に洗脳されかけれるも、聖剣士の一人であるシャルロットによって救われ、邪神城での決戦で他の聖剣士たちと共に天草と暗黒神・アンブロジァを打ち倒すことに成功する。
同作の小説版では更に設定が掘り下げられ、シャルロットとは前世において恋人同士だったことが明確に示されている。

## キャスト
格闘ゲームでの担当声優
- 臼井雅基（初代 - 『天草降臨』、『零』・『零SPECIAL』、『閃』、『NBC』）
- 中村大樹（『侍魂』、『カプエス2』、『2019』以降の関連作品）
- 古賀寛之（『天下一剣客伝』、『六番勝負』）

その他のゲームでの担当声優
- 臼井雅基（『武士道烈伝』）
- 中村大樹（『グランブルーファンタジー』）

その他の関連作品での担当声優
- 島田敏（ドラマCD『電撃CD文庫 サムライスピリッツ』）
- 香取慎吾（アニメ『サムライスピリッツ 〜破天降魔の章〜』）
- 中村大樹（アニメ『アスラ斬魔伝』）
- 森川智之（パチスロ『サムライスピリッツ鬼』、ラジオドラマ『甦りし蒼紅の刃』）

俳優
- 藤岡弘、（ゲーム『THE KING OF FIGHTERS ALLSTAR』TVCM）
- 北代高士（ゲーム『侍魂オンライン-朧月伝-』TVCM）

## 関連人物
- 牙神幻十郎 - 元・同門、宿敵だが覇王丸は親しく接している
- 花諷院和狆 - 師匠。修行僧のような格好をし、闇に住まう者を狩ることを生業としている[3]。
- 柳生十兵衛 - 柳生新陰流・改をつかう剣豪。幕府より公儀隠密として各地の異変を調査、討伐を命ぜられる[3]。かつて挑んで敗北した過去を持つ。
- 橘右京 - 『零』以降面識を持つ事になる人物、友人、好敵手
- 千両狂死郎 - 友人
- ナコルル - 『零』以降面識を持つ事になる人物、友人、『KOF XV』ではチームメイト
- シャルロット - 『零』以降面識を持つ事になる人物、友人、『真』まで好意を抱かれていた
- 不知火幻庵 - 悪党だが覇王丸の生き様に密かに憧れを抱かれている
- 天草四郎時貞/天草四郎時貞（悪） - 『2019』以降面識を持つ事になる人物、敵対関係、好みの相手とされている
- 天草四郎時貞（善） - 『真』で羅将神ミヅキに襲われていた所を助けられた、好みの相手とされている
- 脇坂静 - 許嫁、恋人
- 羅将神ミヅキ - 覇王丸が紅珠魂を宿していた事から標的とされた、敵対関係
- リムルル - 姉・ナコルルとの繋がりで友人
- 色 - 『2019』以降面識を持つ事になる人物、『侍魂』で壊帝ユガに操られ覇王丸を追う、『アスラ斬魔伝』EDで覇王丸と和狆に娘・命を預け失踪
- 壊帝ユガ - 敵対関係
- 命 - 友人
- 花房迅衛門
- 吉野凛花
- 徳川慶寅 - 『零』以降面識を持つ事になる人物
- 羅刹丸 - 天草四郎時貞が生み出した覇王丸の偽者、覇王丸を殺し覇王丸本人に成り代わろうと企む
- ダーリィ・ダガー - 『KOF XV』ではチームメイト